# The Ultimate Fighter 1: Team Liddell vs. Team Couture
The Ultimate Fighter é a temporada de estreia da série de Reality Show de MMA (mais tarde renomeada para  The Ultimate Fighter 1) que estreou em 17 de janeiro de 2005. Dezesseis lutadores de MMA (oito na divisão Pesos Meio Pesados e oito na divisão de Pesos Médios) foram convidados para participar do show, onde eles residiriam em conjunto e treinaram em dois grupos separados pelos lutadores de Pesos Meio Pesados do UFC, Chuck Liddell e Randy Couture. As equipes competiriam em desafios físicos, apresentados pela cantora Willa Ford, para determinar qual equipe teria direito a escolher um de seus lutadores para enfrentar um adversário da equipe desafiante com o perdedor sendo eliminado do jogo.
A final foi transmitida ao vivo em 9 de abril de 2005, onde os dois finalistas em cada categoria de peso se enfrentaram por um contrato com o UFC. Foi a primeira vez que o UFC realizou uma transmissão ao vivo sem ser na rede pay-per-view de televisão e isso causou uma impressionante audiência de 1,9 milhões. A série também foi transmitida no Reino Unido na primavera de 2005. Cinco discos de DVD do set de "The Ultimate Fighter" foram lançados em 1 de novembro de 2005. 

## Elenco

### Treinadores
- Randy Couture, treinador da Equipe Couture
- Chuck Liddell, Treinador da Equipe  Liddell
- Marc Laimon, Treinador de Grappling
- Ganyao Fairtex, Treiandor de Muay Thai
- Peter Welch, Treinador de Boxing

### Lutadores
- Pesos Meio Pesados
  - Equipe Liddell: Bobby Southworth, Sam Hoger, Forrest Griffin, Alex Schoenauer
  - Equipe Couture: Stephan Bonnar, Mike Swick, Lodune Sincaid, Jason Thacker

- Pesos Médios
  - Equipe Liddell: Josh Koscheck, Diego Sanchez, Kenny Florian, Josh Rafferty
  - Equipe Couture: Nathan Quarry, Chris Leben, Alex Karalexis, Chris Sanford

### Outros
- Apresentadores: Dana White, Willa Ford
- Narrador: Mike Rowe

## Episódios
Episódio 1: "The Quest Begins" (Transmitido originalmente em: 17 de Janeiro de 2005)
- Os 16 lutadores são conduzidos para o Centro de Treinamento do UFC, em Las Vegas, Nevada, onde eles se encontram com Willa Ford, Dana White, e seus treinadores, Randy Couture e Chuck Liddell.
- Na casa, Chris Leben começa a beber e a tirar sarro de Jason Thacker, dando apelidos às pessoas da casa.
- Às 02h00 da madrugada, enquanto Jason Thacker esta no chuveiro, Chris Leben decide urinar no travesseiro de Thacker, sem este perceber.
- Os lutadores são acordados às 5h por Couture e Liddell,e o primeiro dia de treino é pesado demais para quase metade dos lutadores.
- Durante o treinamento de Jiu-Jitsu, Nate Quarry corta-se no queixo após uma queda.
- Após o segundo dia de treinamento, Jason Thacker conversa com Randy Couture e diz que o treinamento é muito difícil para ele, mas Couture o convence a ficar.
- No 4º dia, todos estão prontos para treinar, menos Thacker, então Bobby Southworth e Lodune Sincaid decidem convencê-lo a ir com eles, dizendo que precisam dele e que ele faz parte do time.
- Enquanto Forrest Griffin e Stephan Bonnar estão lutando, Griffin acidentalmente dá uma cabeçada em Bonnar, causando a necessidade de pontos.
- As equipes são escolhidas pelos técnicos Liddell e Couture:

| Treinadores | 1º escolha       | 2º escolha    | 3º escolha     | 4º escolha | 5º escolha      | 6º escolha     | 7º escolha      | 8º escolha    |
| ----------- | ---------------- | ------------- | -------------- | ---------- | --------------- | -------------- | --------------- | ------------- |
| Liddell     | Bobby Southworth | Josh Koscheck | Diego Sanchez  | Sam Hoger  | Forrest Griffin | Kenny Florian  | Alex Schoenauer | Josh Rafferty |
| Couture     | Nate Quarry      | Chris Leben   | Stephan Bonnar | Mike Swick | Lodune Sincaid  | Alex Karalexis | Chris Sanford   | Jason Thacker |

Episódio 2: "Team Challenges" (Transmitido originalmente em: 24 de Janeiro de 2005)
- Diego Sanchez e Stephan Bonnar discutem sobre aspargos, pois Diego comeu todos os aspargos e folhas de caules na geladeira.
- Equipe Liddell vence o primeiro desafio dos Pesos Meio Pesados.
- Jason Thacker é mandado para casa por Randy Couture.
- Tarde naquela noite, Lodune Sincaid faz piadas sobre homossexualidade, se travestindo no quarto.
- Chris Leben e Lodune Sincaid continuam a beber e começam a ofender as pessoas. Mais tarde, Chris, enquanto estava bêbado, decide pular o muro e encontrar um telefone público para ligar para alguém, não mencionado no episódio.
- Na manhã seguinte, no treino, Randy Couture descobre o incidente e Leben Sincaid pede desculpas por suas ações.
- Equipe Liddell vence o primeiro desafio de Pesos Médios.
- Chris Sanford é mandado para casa por Randy Couture.

Episódio 3: "Making Weight" (Transmitido originalmente em: 31 de Janeiro de 2005)
- Alex Schoenauer vence o desafio dos Pesos Meio Pesados. Bobby Southworth fica em último e será forçado a lutar no combate de eliminação.
- Equipe Liddell escolhe Bobby Southworth para enfrentar Lodune Sincaid.
- Southworth tem que cortar 9 kg em 24 horas. Com a ajuda de Josh Koscheck e Liddell, ele chega a 94,3 kg, então a Comissão Atlética do Estado de Nevada dá a Southworth 2 horas para cortar 1 kg e ele consegue chegar a 93,4 kg.
- Southworth descreve o corte de peso como "puro inferno".
- Bobby Southworth derrota Lodune Sincaid por nocaute (golpes) aos 0:12 do segundo round.

Episódio 4: "On The Ropes" (Transmitido originalmente em: 7 de Fevereiro de 2005)
- Alex Schoenauer é negociado com aoTeam Couture como parte de uma remodelação da equipe.
- O Team Liddell vence o desafio dos médios e a oportunidade de marcar a próxima luta.
- Equipe Liddell escolhe Diego Sanchez para enfrentar Alex Karalexis.
- Diego Sanchez derrota Alex Karalexis com finalização por mata leão aos 1:47 do primeiro round.

Episódio 5: "Un-Caged" (Transmitido originalmente em: 14 de Fevereiro de 2005)
- Nate Quarry machuca o tornozelo após um treino.
- Dana White decide permitir que os lutadores passem uma noite no Hard Rock Cafe, e tomem alguns drinques, e alguns deles ficam bêbados.
- Às duas da manha os lutadores continuam bebendo até que Josh Rafferty fala aos outros que não há mais bebidas.
- Na piscina, Chris Leben diz algo que irrita Bobby Southworth, e Southworth chama Leben de "bastardo órfão", deixando este triste. Cinco minutos depois, Southworth pede desculpas a Leben de forma irônica.
- Chris Leben decide dormir ao relento para ficar longe dos outros.
- Às 3h30, Josh Koscheck e Southworth continuam a beber e então decidem pregar uma peça em Leben, borrifando água no membro do Team Couture enquanto ele dorme. Isso acorda Leben e o faz ficar furioso ao socar a janela da porta da frente com a mão esquerda, que corta a pele dos nós dos dedos. Leben então soca a porta de Forrest Griffin ao meio, e Griffin mais tarde comenta que há pedaços da porta do quarto em sua cama.
- No dia seguinte, Dana White conta a Randy Couture e Chuck Liddell que aconteceu na noite anterior entre Bobby Southworth, Josh Koscheck, e Chris Leben. Os lutadores são então levados para explicar o que aconteceu.
- Dana White diz que a única maneira justa de resolver a situação com Josh Koscheck e Chris Leben lutando.

Episódio 6: "The Fight Is On" (Transmitido originalmente em: 21 de Fevereiro de 2005)
- Como consequência do episódio anterior, não há desafio e Dana White define os horários da luta entre Chris Leben e Josh Koscheck.
- Josh Koscheck derrota Chris Leben por decisão unânime após dois rounds.

Episódio 7: "Ground And Pound" (Transmitido originalmente em: 28 de Fevereiro de 2005)
- Josh Rafferty é negociado para Team Couture em outra remodelação da equipe.
- Equipe Couture vence o desafio de Pesos Meio Pesados.
- Stephan Bonnar derrota Bobby Southworth em uma decisão dividida.

Episódio 8: "Sprawl N Brawl" (Transmitido originalmente em: 7 de Março de 2005)
- Depois de sua luta com Stephan Bonnar, Bobby Southworth e Dana White discutem a respeito do comportamento desrespeitoso de Bobby na luta.
- Nathan Quarry é eliminado do programa devido à sua lesão no tornozelo. Dana White pede para que ele permaneça na casa como assistente técnico.
- Quarry começa a escolher seu substituto entre os lutadores que perderam lutas e seu escolhido é Chris Leben.
- Equipe Couture vence o desafio de Pesos Médios.
- Diego Sanchez derrota Josh Rafferty aos 1:48 do primeiro round com um mata leão.

Episódio 9: "Low Blow" (Transmitido originalmente em: 14 de Março de 2005)
- Kenny Florian é negociado para Team Couture em outra remodelação da equipe.
- Equipe Liddell vence o desafio dos Pesos Meio Pesados.
- Sam Hoger é acusado de roubar de outros lutadores.
- Forrest Griffin derrota Alex Schoenauer aos 1:20 do primeiro round.
- Durante sua luta com Schoenauer, Griffin teve um corte acima do olho esquerdo que os médicos consideram possivelmente grave o suficiente para impedi-lo de lutar novamente.

Episódio 10: "Middleweight Semi-Final #1" (Transmitido originalmente em: 21 de Março de 2005)
- Forrest Griffin tem que escolher um lutador meio-pesado para voltar para casa. Ele escolhe Bobby Southworth, que não tem a chance de lutar, já que Griffin é liberado.
- Na primeira semifinal dos Pesos Médios, Kenny Florian derrota Chris Leben aos 3:11 do segundo round.

Episódio 11: "Middleweight Semi-Final #2" (Transmitido originalmente em: 28 de Março de 2005)
- Na segunda semifinal dos Pesos Médios, Diego Sanchez vence Josh Koscheck por decisão dividida após três rounds.

Episódio 12: "Light Heavyweight Semi-Finals" (Transmitido originalmente em: 4 de Abril de 2005)
- Forrest Griffin derrota Sam Hoger por TKO aos 1:05 do segundo round.
- Stephan Bonnar derrota Mike Swick com um triângulo aos 4:58 do primeiro round.

## Pesos Meio Pesados
|  | Semifinal       | Semifinal      |   |  | Finale          | Finale |  |
|  |                 |                |   |  |                 |        |  |
|  |                 |                |   |  |                 |        |  |
|  | Stephan Bonnar  | FIN            |   |  |                 |        |  |
|  | Mike Swick      | 1              |   |  |                 |        |  |
|  |                 |                |   |  |                 |        |  |
|  |                 |                |   |  |                 |        |  |
|  |                 |                |   |  | Forrest Griffin | DU     |  |
|  |                 | Stephan Bonnar | 3 |  |                 |        |  |
|  |                 |                |   |  |                 |        |  |
|  |                 |                |   |  |                 |        |  |
|  |                 |                |   |  |                 |        |  |
|  |                 |                |   |  |                 |        |  |
|  | Forrest Griffin | TKO            |   |  |                 |        |  |
|  | Sam Hoger       | 2              |   |  |                 |        |  |

## Pesos Médios
|  | Semifinal     | Semifinal     |   |  | Finale        | Finale |  |
|  |               |               |   |  |               |        |  |
|  |               |               |   |  |               |        |  |
|  | Diego Sanchez | DD            |   |  |               |        |  |
|  | Josh Koscheck | 3             |   |  |               |        |  |
|  |               |               |   |  |               |        |  |
|  |               |               |   |  |               |        |  |
|  |               |               |   |  | Diego Sanchez | TKO    |  |
|  |               | Kenny Florian | 1 |  |               |        |  |
|  |               |               |   |  |               |        |  |
|  |               |               |   |  |               |        |  |
|  |               |               |   |  |               |        |  |
|  |               |               |   |  |               |        |  |
|  | Kenny Florian | TKO           |   |  |               |        |  |
|  | Chris Leben   | 2             |   |  |               |        |  |

Legenda
|     |  | Equipe Liddell   |
|     |  | Equipe Couture   |
| DU  |  | Decisão unânime  |
| DD  |  | Decisão dividida |
| FIN |  | Finalização      |
| TKO |  | Nocaute técnico  |

## The Ultimate Fighter 1 Finale
The Ultimate Fighter: Team Couture vs. Team Liddell Finale (também conhecido como The Ultimate Fighter 1 Finale) foi um evento de artes marciais mistas realizado pelo Ultimate Fighting Championship (UFC) em 9 de abril de 2005. Em destaque estavam as finais do The Ultimate Fighter 1 nas divisões dos médios e dos meio-pesados.
Apesar da principal atração do evento ter sido Rich Franklin x Ken Shamrock, membro do Hall da Fama do UFC, os holofotes foram roubados pela final dos meio-pesados entre Forrest Griffin e Stephan Bonnar. Aclamado por muitos como uma das maiores lutas da história do MMA, Forrest e Stephan produziram uma guerra em pé de 3 rounds. Embora Griffin tenha vencido a decisão, os dois lutadores receberam contratos do UFC por seu desempenho incrível.
Originalmente, Tito Ortiz foi oferecido para lutar contra Ken Shamrock em uma revanche neste evento. No entanto, Ortiz deixou o UFC logo após o UFC 51 devido a disputas contratuais.

### Forrest Griffin x Stephan Bonnar
Mesmo que Forrest Griffin e Stephan Bonnar tivessem bons recordes na época (Griffin 9–2, Bonnar 7–1), muitos esperavam que essa luta fosse nada mais do que preenchimento antes do evento principal entre a lenda do UFC, Ken Shamrock, e a estrela em ascensão, Rich Franklin.
Ambos os lutadores tiveram vitórias duras, controversas e impressionantes para chegar à final. Em suas primeiras lutas, Forrest derrotou Alex Schoenauer por nocaute técnico, mas sofreu o que parecia ser um corte sério acima do olho; Bonnar conquistou uma vitória polêmica por decisão sobre o favorito da temporada, Bobby Southworth. Nas semifinais, os dois lutadores venceram seus oponentes com Forrest derrotando o companheiro de equipe Sam Hoger e Bonnar derrotando o companheiro de equipe Mike Swick.
Muitos fãs esperavam uma luta padrão entre dois estilos de luta contrastantes - Forrest usando sua trocação contra o jiu-jitsu de Bonnar. Em vez disso, muitos presentes ficaram surpresos com o fato de Bonnar ter escolhido atacar Forrest. Por três rounds, eles levantaram a multidão em aplausos estridentes enquanto lutavam em uma batalha lendária ininterrupta. Para muitos críticos e fãs, essa luta mostrou o verdadeiro coração não só dos lutadores do UFC, mas de todos que participam e apreciam o MMA.
O presidente do UFC, Dana White, credita essa luta como a força motriz do futuro sucesso do UFC, muitas vezes afirmando que devido à luta a Spike TV ofereceu a eles uma segunda temporada do programa. Estima-se que três milhões de telespectadores viram a luta ao vivo no Spike, e o pay-per-view resultante, onde os treinadores Liddell e Couture se enfrentaram, teve um recorde de 280.000 compras. Também deu início ao que foi denominado "o boom do TUF", onde o interesse tanto em assistir lutas de MMA quanto em treinar disciplinas como jiu-jitsu brasileiro, luta livre amadora e judô aumentou entre o público em geral. Em 2013, tanto Griffin quanto Bonnar foram introduzidos no Hall da Fama do UFC, e enquanto Griffin venceu o Cinturão Meio-Pesado do UFC, esta luta ainda é considerada o ponto alto da carreira de ambos os lutadores.
Nota 1 Griffin vence por decisão unânime no que é descrito como uma das melhores lutas da história do UFC. Ele foi o primeiro vencedor do Ultimate Fighter na divisão dos meio-pesados, mas Dana White concedeu a Bonnar um contrato com o UFC também após sua performance.
Nota 2 Sanchez se torna o primeiro vencedor dos médios do The Ultimate Fighter.

## Luta dos treinadores
UFC 52: Couture vs. Liddell 2 foi realizado em 16 de abril de 2005 em Paradise, Nevada.